# Bridgton (hrabstwo Cumberland)
Bridgton – jednostka osadnicza w Stanach Zjednoczonych, w stanie Maine, w hrabstwie Cumberland.